# Сливице
Сливице (словен. Slivice) су насељено место у општини Церкница, Приморско-нотрањска регија, Словенија.

## Историја
До територијалне реорганизације у Словенији биле су у саставу старе општине Церкница.

## Становништво
У попису становништва из 2011. године, Сливице су имале 176 становника.
| Број становника према пописима | Број становника према пописима | Број становника према пописима |
| ------------------------------ | ------------------------------ | ------------------------------ |
| 1991                           | 2002                           | 2011                           |
| 159                            | 154                            | 176                            |

Напомена: Године 1988. смањен за део насеља који је проглашен за ново самостално насеље Раков Шкоцјан.